# Heinz Boberach
Heinz Boberach (* 21. November 1929 in Köln; † 21. August 2008) war ein deutscher Archivar des Bundesarchivs in Koblenz und Historiker. Bekannt wurde er vor allem als Herausgeber der 17 Bände umfassenden Quellenedition „Meldungen aus dem Reich“.

## Leben
Nach dem Abitur 1950 studierte Boberach Geschichte und Latein an der Universität zu Köln. Seine Ausbildung erfolgte 1957–1959 am Bundesarchiv Koblenz und an der Archivschule Marburg, 1959 wurde er an der Universität Köln promoviert. 1974 war er Vertreter des Präsidenten des Bundesarchivs. Boberach war maßgeblich am Ausbau des Bundesarchivs beteiligt, indem er zahlreiche Aktenbestände aus den Reichs- und preußischen Behörden sowie verschiedene Nachlässe übernahm. Diese Unterlagen stützten nicht zuletzt die Anklagen in den Auschwitzprozessen als auch in anderen Verfahren gegen NS-Verbrecher. Neben der seinerzeit noch üblichen Form der gedruckten Findbücher (statt Online-Findmittel) publizierte Boberach in erster Linie für die Forschung zentrale Akten aus der Zeit des Nationalsozialismus. Zuletzt war er Leitender Archivdirektor des Bundesarchivs Koblenz.

## Publikationen (Auswahl)

### Monographien
- Wahlrechtsfragen im Vormärz. Die Wahlrechtsanschauung im Rheinland 1815–1849 und die Entstehung des Dreiklassenwahlrechts, Droste, Düsseldorf 1959 (Diss.).
- Jugend unter Hitler, Droste Verlag, Düsseldorf 1988, Gondrom Verlag, 1993.
- Reichssicherheitshauptamt, Bestand R 58 [Findbuch], Bundesarchiv, Koblenz 2000.
- Beiträge zur Rheinischen Landesgeschichte und zur Zeitgeschichte, Books on Demand, Norderstedt 2001.
- Archivar zwischen Akten und Aktualität, Books on Demand, Norderstedt 2004.